# Loxoblemmus lativertex
Loxoblemmus lativertex är en insektsart som beskrevs av Henri Saussure 1899. Loxoblemmus lativertex ingår i släktet Loxoblemmus och familjen syrsor. Inga underarter finns listade i Catalogue of Life.